# Håkan Hagegård

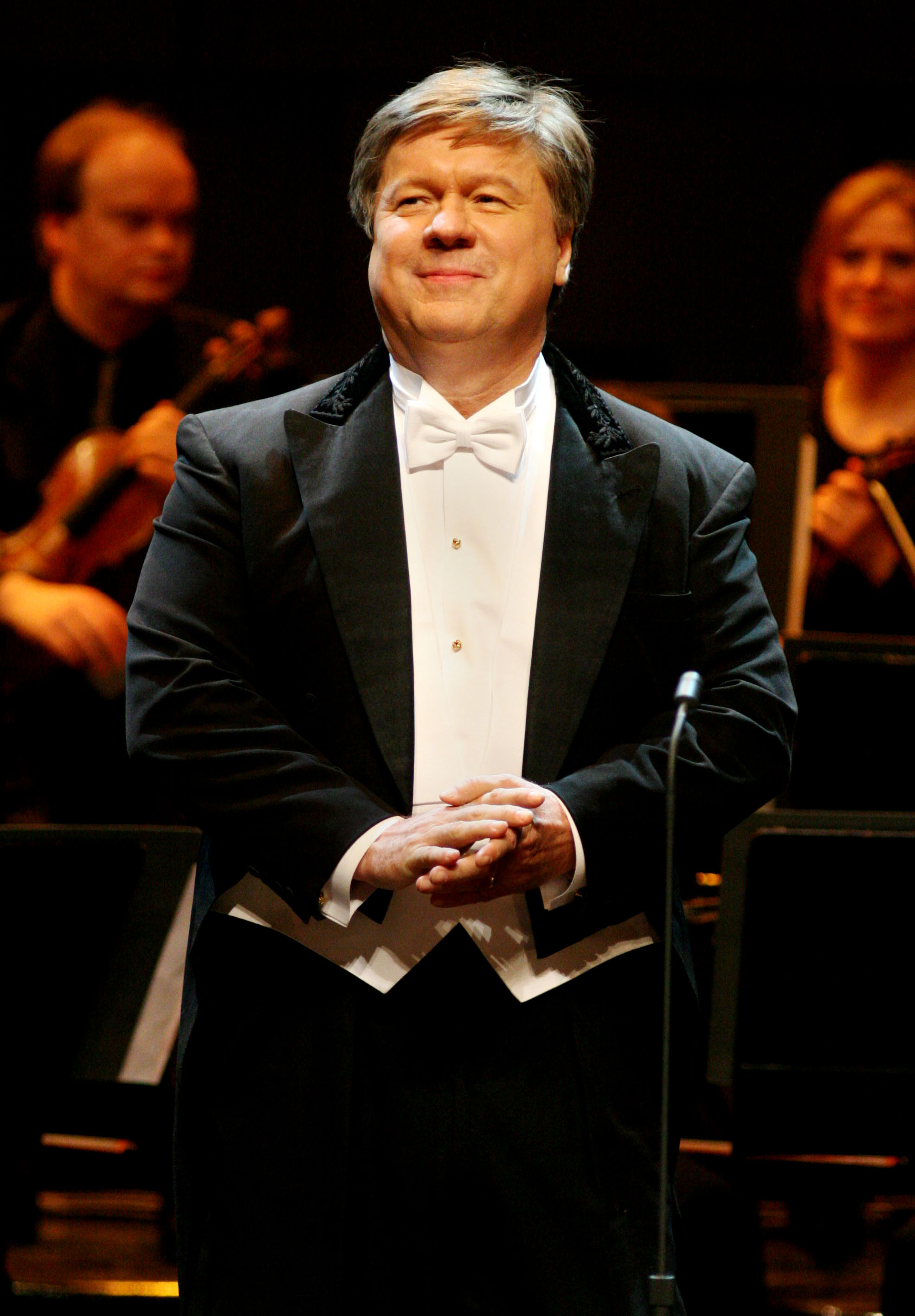
Håkan Hagegård (2005)

Håkan Hagegård (* 25. November 1945 in Karlstad) ist ein schwedischer Opern- und Konzertsänger (Bariton).

## Leben
Hagegård studierte an der Königlichen Musikhochschule in Stockholm und am Mozarteum in Salzburg.
Sein Debüt gab er 1968 als Papageno in der Aufführung von Mozarts Oper Die Zauberflöte an der Königlichen Oper in Stockholm.
Zehn Jahre später debütierte er an der Metropolitan Opera in New York als Malatesta in Don Pasquale. Seitdem trat er in den großen Opern- und Konzerthäusern der Welt auf, u. a. Carnegie Hall, Royal Opera House in London, Teatro alla Scala, Sydney Opera House, Deutsche Oper Berlin, Wiener Staatsoper (Così fan tutte unter Leitung von Nikolaus Harnoncourt) und an der Königlichen Oper in Stockholm.
Einem breiten Publikum wurde er bekannt durch seine Rolle als Papageno in Ingmar Bergmans vielbeachteter Filmfassung der Zauberflöte (Originaltitel: Trollflöjten) aus dem Jahre 1975.
Im Jahr 1985 wurde er zum Hofsänger am Hof von König Carl XVI. Gustaf von Schweden ernannt.